# ألان فيليبس
ألان فيليبس (بالإنجليزية: Alan Phillips)‏ هو لاعب كرة الريشة جنوب أفريقي، ولد في 17 يونيو 1956 في كيب تاون في جنوب أفريقيا.

## وصلات خارجية
- ألان فيليبس على موقع BWF.tournamentsoftware.com (الإنجليزية)
- ألان فيليبس على موقع BWFbadminton.com (الإنجليزية)
- ألان فيليبس على موقع اللجنة الأولمبية الدولية (الإنجليزية)
- ألان فيليبس على موقع أوليمبيديا (الإنجليزية)
- ألان فيليبس على موقع اتحاد ألعاب الكومنولث (مؤرشف) (الإنجليزية)